# 维略-卢瓦-莫隆
维略-卢瓦-莫隆（法語：Villieu-Loyes-Mollon，法語發音：[viljø lwa mɔlɔ̃] ⓘ）是法国东部安省的一个市镇，属于贝莱区。

## 历史
该市镇前身为维略、卢瓦和莫隆三个市镇，三者于1973年联合（associé），后于1994年合并为一个市镇。

## 地理
维略-卢瓦-莫隆（45°55'14"N, 5°13'20"E）面积15.91 平方千米，位于法国奥弗涅-罗讷-阿尔卑斯大区安省，该省份为法国东部省份，北起汝拉省，西北接索恩-卢瓦尔省，西接罗讷省和里昂大都会，南至伊泽尔省，东与萨瓦省、上萨瓦省和瑞士接壤。
与维略-卢瓦-莫隆接壤的市镇（或旧市镇、城区）包括：沙蒂永拉帕吕、安河畔沙泽、克朗、梅克西米约、里尼约勒弗朗、圣莫里斯德雷芒。
维略-卢瓦-莫隆的时区为UTC+01:00、UTC+02:00（夏令时）。

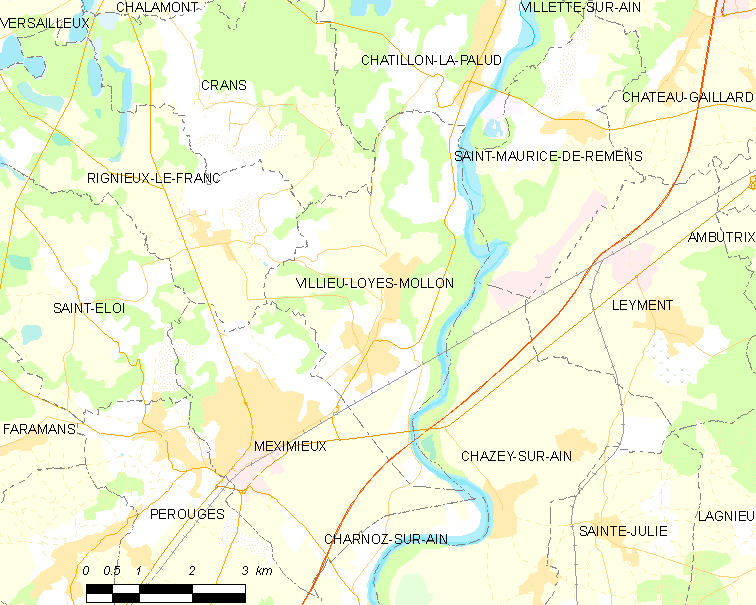
维略-卢瓦-莫隆的OSM定位图

## 行政
维略-卢瓦-莫隆的邮政编码为01800，INSEE市镇编码为01450。

## 政治
维略-卢瓦-莫隆所属的省级选区为拉尼约县。

## 人口

1962-2008年间维略-卢瓦-莫隆人口变化图示

维略-卢瓦-莫隆于2022年1月1日时的人口数量为3831人。